# Cyperus balfourii
Cyperus balfourii är en halvgräsart som beskrevs av Charles Baron Clarke. Cyperus balfourii ingår i släktet papyrusar, och familjen halvgräs. Inga underarter finns listade i Catalogue of Life.